# 바산 팔로세우라
바산 팔로세우라(Vaasan Palloseura, 약칭 VPS)는 바사를 연고로 하는 핀란드의 축구 클럽이다. 현재는 베이카우스리가에 참가하고 있다.

## 성적
- 베이카우스리가
  - 우승 2회 (1945, 1948)
  - 준우승 5회 (1932, 1940–41, 1949, 1997, 1998)
- 핀란드 컵
  - 준우승 1회 (1972)
- 핀란드 리그컵
  - 우승 2회 (1999, 2000)
  - 준우승 1회 (1997)

## 선수 명단

### 현역
참고: FIFA 자격 규정에 따라 소속된 국가대표팀 국기를 표시합니다. 선수는 복수의 FIFA 비회원국 국적을 가지고 있을 수 있습니다.
| 번호 | 포지션 | 국적 | 이름 |
| ---- | ------ | ---- | ---- |

| 번호 | 포지션 | 국적       | 이름                   |
| ---- | ------ | ---------- | ---------------------- |
| 29   | DF     | 기니비사우 | 페드로 후스티니아노    |
| -    | FW     |            | 니콜라스 플루리오 샤토 |